# Tortyogó-árok
A Tortyogó-árok Pécstől északnyugatra ered, Baranya vármegyében. A patak forrásától kezdve déli irányban halad, egészen Pécs városának nyugati határáig, ahol beletorkollik a Zóki-árokba.
A Tortyogó-árok vízgazdálkodási szempontból az Alsó-Duna jobb part Vízgyűjtő-tervezési alegység működési területéhez tartozik.

## Part menti települések
- Pécs